# Кардиналовые овсянки
Кардиналовые овсянки (лат. Paroaria) — род воробьиных птиц из семейства танагровых.

## Список видов
- Краснохохлая кардиналовая овсянка (Paroaria coronata)[1]
- Доминиканская кардиналовая овсянка (Paroaria dominicana)[1]
- Черногорлая кардиналовая овсянка (Paroaria gularis)[1]
- Краснолобая кардиналовая овсянка (Paroaria baeri)[1]
- Желтоклювая кардиналовая овсянка (Paroaria capitata)[1]